# Bovisio Masciago
Bovisio Masciago (auch mit Bindestrich) ist eine norditalienische Gemeinde (comune) mit 16.844 Einwohnern (Stand 31. Dezember 2023) in der Provinz Monza und Brianza in der Lombardei. Die Gemeinde liegt in der Padanischen Tiefebene etwa 15 Kilometer nördlich von Mailand und etwa 12 Kilometer nordwestlich von Monza. Sie grenzt an die Metropolitanstadt Mailand. Durch die Gemeinde fließt der Fluss Seveso.

## Geschichte
1928 wurden die Ortschaften Bovisio und Masciago Milanese zusammengeschlossen. Dadurch entstand die heutige Gemeinde. Die Namen leiten sich von lateinischen Ortsbezeichnungen her. Bovisio stammt von bovis otium, Masciago von martis ager.

## Persönlichkeiten
- Anselmo da Bovisio (genaue Lebensdaten unbekannt), Erzbischof von Mailand, führte die lombardischen Truppen des Kreuzzugs von 1101.

## Verkehr
Durch die Gemeinde führt die Bahnstrecke Mailand–Asso. Der Ort hat einen Bahnhof namens Bovisio Masciago-Mombello. Durch die Gemeinde führt die Staatsstraße 35 sowie die Provinzialstraße 527.